# Saud Al-Zaabi
Saud Al-Zaabi, född 7 augusti 1988, är en emiratisk medeldistanslöpare.
Al-Zaabi tävlade för Förenade Arabemiraten vid olympiska sommarspelen 2016 i Rio de Janeiro, där han blev utslagen i försöksheatet på 1 500 meter.